# Hockey Club Forte dei Marmi
El Hockey Club Forte dei Marmi és un club d'hoquei patins de la ciutat de Forte dei Marmi, en la costa d'Itàlia. El club fou fundat en 1962, tot i que es va tindre que refundar l'any 1995. Actualment disputa la Serie A1.

## Història
Després de 40 anys alternant la seva presència a les sèries C i B (dècada de 1960) i a la sèrie A (posteriorment Serie A1) i la sèrie B (des de la dècada de 1970 fins a la de 2000).
La temporada 1984-85 el club fou subcampió italià, aconseguint classificar-se per la Copa de la CERS de la següent temporada, on va acabar semifinalista, caient contra el Hockey Bassano.
L'època de màxima esplendor es produïria a la dècada de 2010, gràcies a l'arribada de destacats jugadors com els catalans Enric Torner i Pedro Gil. El club aconseguí tres lligues italianes consecutives (2013-14, 2014-15 i 2015-16), a la que se li sumà una quarta la temporada 2017/18. S'imposà a la Copa italiana de l'any 2017 contra el Hockey Valdagno a la final i guanyà tres Supercopes italianes, assolides al 2014 contra el Hockey Valdagno, al 2017 contra l'Amatori Lodi i al 2019 contra el Hockey Braganze. A nivell europeu, l'equip arriba a semifinals de la Copa d'Europa la temporada 2015/16.
Després de la dècada del 2010, l'equip segueix guanyant títols a nivell nacional, com una nova Supercopa la temporada 2021 i la Copa d'Itàlia al 2024.

## Palmarès
- 4 Lligues Serie A1: 2013/14, 2014/15, 2015/16 i 2017/18
- 2 Copes d'Itàlia: 2017 i 2024
- 4 Supercopes d'Itàlia: 2014, 2017, 2019 i 2021